# Giải bóng đá vô địch quốc gia Turkmenistan 2016
Giải bóng đá vô địch quốc gia Turkmenistan 2016 hay Ýokary Liga 2016 là mùa giải thứ 24 của giải bóng đá chuyên nghiệp Turkmenistan. Giải khởi tranh từ tháng 3 đến tháng 12 năm 2016. Altyn Asyr là đương kim vô địch từ mùa giải 2015.
Altyn Asyr là đội giành chức vô địch lần thứ 3 trong lịch sử đội bóng khi đánh bại Balkan với 23 điểm. Altyn Asyr cũng đoạt Cúp bóng đá Turkmenistan, có nghĩa rằng Balkan nhận tấm vé thứ hai tham dự Cúp AFC.

## Đội bóng
Có 10 đội bóng tham gia, gồm 9 đội ở mùa giải 2015 và đội vô địch Birinji liga, Köpetdag Aşgabat.
| Câu lạc bộ       | Địa điểm      | Sân vận động                         | Sức chứa | Huấn luyện viên      |
| ---------------- | ------------- | ------------------------------------ | -------- | -------------------- |
| Ahal             | Ahal Province | Sân vận động Ashgabat                | 20.000   | Ali Gurbani          |
| Altyn Asyr       | Ashgabat      | Sân vận động Ashgabat                | 20.000   | Ýazguly Hojageldiýew |
| Aşgabat          | Ashgabat      | Sân vận động Ashgabat                | 20.000   | Tofik Şukurow        |
| Balkan           | Balkanabat    | Sân vận động Thể thao Toplumy        | 10.000   | Aleksandr Klimenko   |
| Turan            | Dashoguz      | Sân vận động Sport toplumy (Daşoguz) | 10.000   |                      |
| Yedigen          | Ashgabat      | Sân vận động HTTU                    | 1.000    | Röwşen Meredow       |
| Energetik        | Mary          | Baýramaly Sport Desgasy              | 2000     | Rahym Gurbanmämmedow |
| Köpetdag Aşgabat | Ashgabat      | Sân vận động Köpetdag                | 26.000   | Said Seýidow         |
| Merw             | Mary          | Sân vận động Thể thao Toplumy        | 10.000   | Magtym Begenjow      |
| Şagadam          | Türkmenbaşy   | Sân vận động Şagadam                 | 5.000    | Rejepmyrat Agabaýew  |

## Bảng xếp hạng
| XH | Đội                   | Tr | T  | H  | T  | BT  | BB  | HS  | Đ  | Lên hay xuống hạng                  |
| -- | --------------------- | -- | -- | -- | -- | --- | --- | --- | -- | ----------------------------------- |
| 1  | Altyn Asyr (C)        | 36 | 30 | 5  | 1  | 108 | 19  | +89 | 95 | Tham gia Vòng bảng Cúp AFC 2017     |
| 2  | Balkan                | 36 | 22 | 6  | 8  | 42  | 37  | +5  | 72 | Tham gia Vòng play-off Cúp AFC 2017 |
| 3  | Energetik Türkmenbaşy | 36 | 20 | 7  | 9  | 54  | 39  | +15 | 67 |                                     |
| 4  | FC Ahal               | 36 | 18 | 8  | 10 | 63  | 42  | +21 | 62 |                                     |
| 5  | Merw                  | 36 | 17 | 6  | 13 | 42  | 36  | +6  | 57 |                                     |
| 6  | Ashgabat              | 36 | 14 | 10 | 12 | 43  | 38  | +5  | 52 |                                     |
| 7  | Kopetdag              | 35 | 11 | 6  | 18 | 37  | 63  | −26 | 39 |                                     |
| 8  | Shagadam              | 36 | 8  | 8  | 20 | 20  | 38  | −18 | 32 |                                     |
| 9  | Yedigen (R)           | 36 | 6  | 4  | 26 | 22  | 31  | −9  | 22 | Xuống hạng Birinji Ligasy 2017 *    |
| 10 | Turan                 | 36 | 2  | 4  | 30 | 18  | 105 | −87 | 10 | Không xuống hạng *                  |

Cập nhật đến 24 tháng 12 năm 2016
Nguồn: Soccerway
Quy tắc xếp hạng: 1. Điểm; 2. Hiệu số bàn thắng; 3. Số bàn thắng.
(VĐ) = Vô địch; (XH) = Xuống hạng; (LH) = Lên hạng; (O) = Thắng trận Play-off; (A) = Lọt vào vòng sau. 
Chỉ được áp dụng khi mùa giải chưa kết thúc: 
(Q) = Lọt vào vòng đấu cụ thể của giải đấu đã nêu; (TQ) = Giành vé dự giải đấu, nhưng chưa tới vòng đấu đã nêu.

Ghi chú:
- Yedigen không được tham gia mùa giải 2017 và phải chơi ở Birinji liga, vì vậy Turan không xuống hạng và tham gia mùa giải 2017.

## Liên kết
- ÝOKARY LIBB at Soccerway

Bản mẫu:Giải bóng đá vô địch quốc gia Turkmenistan
Bản mẫu:Bóng đá châu Á (AFC) năm 2016